# CR166 (Luxemburg)
De CR166 (Chemin Repris 166) is een verkeersroute in het zuiden van Luxemburg tussen Rumelange (N33) en Schifflange (CR168). De route heeft een lengte van ongeveer 6 kilometer.

## Routeverloop
De CR166 begint in Rumelange aan de N33 en gaat naar het noorden toe. Direct stijgt de route enkele meters om met een overweg de goederenspoorlijn Tétange - Langengrund te kunnen kruizen. De route gaat vervolgens een beetje golvend aan de westkant van deze spoorlijn verder naar het noorden om deze en de spoorlijn Noertzange - Rumelange-Ottange, die er bijgekomen is, met een overweg te passeren. Hierna gaat de CR166 door Tétange verder naar het noorden en blijft nu aan de oostkant van de spoorlijn. Na Kayl steekt de route de spoorlijn Noertzange - Rumelange-Ottange weer over om vervolgens aan de westkant van ervan naar Schifflange te gaan. Zodra de lijn Noertzange - Rumelange-Ottange een aftakking heeft naar Esch-sur-Alzette buigt de CR166 van het spoor af om in Schifflange aan te komen op de CR168.

## Geschiedenis
Tot het jaar 1995 was de CR166 langer. Het gedeelte van de N33 tussen de N31 (bij Esch-sur-Alzette) en Rumelange was tot 1995 onderdeel van de CR166. Dit gedeelte had een lengte van ongeveer 3,6 kilometer. Bij de spoorbrug van de spoorlijn Tétange - Langengrund ging de route onder de westelijke spoorbrug door, terwijl de N33 tegenwoordig onder de oostelijke spoorbrug door gaat.
In 1995 kreeg de gehele route tussen de N31 via Rumelange en CR165 naar Kayl het nieuwe wegnummer N33. Hierbij verviel voor de CR166 het eerder genoemde weggedeelte. De gehele CR166a en ook een gedeelte van de CR165 verviel.

## Plaatsen langs de CR166
- Rumelange
- Tétange
- Kayl
- Schifflange

## CR166a
De CR166a is een voormalige route in Rumelange. De route met een lengte van ongeveer 450 meter verbond de CR166 met de CR165 bij het treinstation Rumelange. In 1995 werd de weg hernummerd en kreeg het het nieuwe wegnummer N33. Het wegnummer CR166a verviel in zijn geheel.
CR101 ·
CR102 ·
CR103 ·
CR104 ·
CR105 ·
CR106 ·
CR107 ·
CR108 ·
CR109 ·
CR110 ·
CR111 ·
CR112 ·
CR113 ·
CR114 ·
CR115 ·
CR116 ·
CR117 ·
CR118 ·
CR119 ·
CR120 ·
CR121 ·
CR122 ·
CR123 ·
CR124 ·
CR125 ·
CR126 ·
CR127 ·
CR128 ·
CR129 ·
CR130 ·
CR131 ·
CR132 ·
CR133 ·
CR134 ·
CR135 ·
CR136 ·
CR137 ·
CR138 ·
CR139 ·
CR140 ·
CR141 ·
CR142 ·
CR143 ·
CR144 ·
CR145 ·
CR146 ·
CR147 ·
CR148 ·
CR149 ·
CR150 ·
CR151 ·
CR152 ·
CR153 ·
CR154 ·
CR155 ·
CR156 ·
CR157 ·
CR158 ·
CR159 ·
CR160 ·
CR161 ·
CR162 ·
CR163 ·
CR164 ·
CR165 ·
CR166 ·
CR167 ·
CR168 ·
CR169 ·
CR170 ·
CR171 ·
CR172 ·
CR173 ·
CR174 ·
CR175 ·
CR176 ·
CR177 ·
CR178 ·
CR179 ·
CR180 ·
CR181 ·
CR182 ·
CR183 ·
CR184 ·
CR185 ·
CR186 ·
CR187 ·
CR188 ·
CR189 ·
CR190
CR200 ·
CR201 ·
CR202 ·
CR203 ·
CR204 ·
CR205 ·
CR206 ·
CR207 ·
CR208 ·
CR210 ·
CR211 ·
CR212 ·
CR213 ·
CR215 ·
CR216 ·
CR217 ·
CR218 ·
CR219 ·
CR220 ·
CR221 ·
CR222 ·
CR223 ·
CR224 ·
CR225 ·
CR226 ·
CR227 ·
CR228 ·
CR229 ·
CR230 ·
CR231 ·
CR232 ·
CR233 ·
CR234
CR301 ·
CR302 ·
CR303 ·
CR304 ·
CR305 ·
CR306 ·
CR307 ·
CR308 ·
CR309 ·
CR310 ·
CR311 ·
CR312 ·
CR313 ·
CR314 ·
CR315 ·
CR316 ·
CR317 ·
CR318 ·
CR319 ·
CR320 ·
CR321 ·
CR322 ·
CR323 ·
CR324 ·
CR325 ·
CR326 ·
CR327 ·
CR328 ·
CR329 ·
CR330 ·
CR331 ·
CR332 ·
CR333 ·
CR334 ·
CR335 ·
CR336 ·
CR337 ·
CR338 ·
CR339 ·
CR340 ·
CR341 ·
CR342 ·
CR343 ·
CR344 ·
CR345 ·
CR346 ·
CR347 ·
CR348 ·
CR349 ·
CR350 ·
CR351 ·
CR352 ·
CR353 ·
CR354 ·
CR355 ·
CR356 ·
CR357 ·
CR358 ·
CR359 ·
CR360 ·
CR361 ·
CR362 ·
CR364 ·
CR365 ·
CR366 ·
CR367 ·
CR368 ·
CR369 ·
CR370 ·
CR371 ·
CR372 ·
CR373 ·
CR374 ·
CR375 ·
CR376 ·
CR377 ·
CR378 ·
CR379
Routes die cursief vermeld staan, zijn voormalige routes.